# Khawhai
Khawhai es un pueblo  situado en el distrito de Champhai,  en el estado de Mizoram (India). Su población es de 2496 habitantes (2011). 

## Demografía
Según el censo de 2011 la población de Khawhai era de 2496 habitantes, de los cuales 1263 eran hombres y 1233 eran mujeres. Khawhai tiene una tasa media de alfabetización del 97,46%, superior a la media estatal del 91,33%: la alfabetización masculina es del 98,54%, y la alfabetización femenina del 96,35%.